# Lista de ministros das Subsistências e dos Abastecimentos de Portugal

Bandeira de ministro de Portugal.

Esta é uma lista de ministros detentores da pasta das Subsistências ou dos Abastecimentos em Portugal, entre a criação do Ministério das Subsistências e Transportes a 9 de março de 1918 e a extinção do Ministério dos Abastecimentos a 17 de setembro de 1919. Para os detentores da pasta dos Transportes, veja-se a lista de ministros dos Transportes de Portugal.
A lista cobre o período de existêcia do ministério, todo ele durante a Primeira República (1910–1926).

## Designação
Entre 1918 e 1919, o cargo de ministro das Subsistências ou dos Abastecimentos teve as seguintes designações:
- Ministro das Subsistências e Transportes — designação usada entre 9 de março de 1918 e 15 de maio de 1918;
- Secretário de Estado das Subsistências e Transportes — designação usada entre 15 de maio de 1918 e 15 de julho de 1918:
- Cargo abolido — entre 15 de julho de 1918 e 9 de outubro de 1918;
- Secretário de Estado dos Abastecimentos — designação usada entre 9 de outubro de 1918 e 16 de dezembro de 1918;
- Ministro dos Abastecimentos — designação usada entre 16 de dezembro de 1918 e 17 de setembro de 1919.

## Numeração
Para efeitos de contagem, regra geral, não contam os ministros interinos em substituição de um ministro vivo e em funções. Já nos casos em que o cargo é ocupado interinamente, mas não havendo um ministro efetivamente em funções, o ministro interino conta para a numeração.
São contabilizados os períodos em que o ministro esteve no cargo ininterruptamente, não contando se este serve mais do que um mandato consecutivo.

## Lista
Legenda de cores

(para partidos e correntes políticas)
| Primeira República (1911–1926)       |                                                                   |                         |                        |                        |         |                                                                 |
| #                                    | Ministro das Subsistências e Transportes                          | Retrato                 | Início do mandato      | Fim do mandato         | Governo | Governo                                                         |
| República Nova (1917–1918)           |                                                                   |                         |                        |                        |         |                                                                 |
| 1                                    | António Maria de Azevedo Machado Santos (1875–1921)               |                         | 9 de março de 1918     | 15 de maio de 1918     |         | XV Pais                                                         |
| #                                    | Secretário de Estado das Subsistências e Transportes              | Retrato                 | Início do mandato      | Fim do mandato         | Governo | Governo                                                         |
| –                                    | António Maria de Azevedo Machado Santos (continuação) (1875–1921) |                         | 15 de maio de 1918     | 9 de junho de 1918     |         | XVI Pais                                                        |
| 2                                    | Eduardo Fernandes de Oliveira (interino) (1882–1943)              |                         | 9 de junho de 1918     | 15 de julho de 1918    |         | XVI Pais                                                        |
| –                                    | Cargo abolido                                                     |                         | 15 de julho de 1918    | 9 de outubro de 1918   | ——      | ——                                                              |
| #                                    | Secretário de Estado dos Abastecimentos                           | Retrato                 | Início do mandato      | Fim do mandato         | Governo | Governo                                                         |
| 3                                    | José João Pinto da Cruz Azevedo (1888–1964)                       |                         | 9 de outubro de 1918   | 16 de dezembro de 1918 |         | XVI Pais (até 14 dez. 1918) Canto e Castro (desde 15 dez. 1918) |
| #                                    | Ministro dos Abastecimentos                                       | Retrato                 | Início do mandato      | Fim do mandato         | Governo | Governo                                                         |
| –                                    | José João Pinto da Cruz Azevedo (continuação) (1888–1964)         |                         | 16 de dezembro de 1918 | 23 de dezembro de 1918 |         | XVI Canto e Castro                                              |
| Governos Constitucionais (1918–1926) |                                                                   |                         |                        |                        |         |                                                                 |
| –                                    | José João Pinto da Cruz Azevedo (continuação) (1888–1964)         |                         | 23 de dezembro de 1918 | 27 de janeiro de 1919  |         | XVII Tamagnini Barbosa                                          |
| –                                    | José João Pinto da Cruz Azevedo (continuação) (1888–1964)         | XVIII Tamagnini Barbosa | 23 de dezembro de 1918 | 27 de janeiro de 1919  |         |                                                                 |
| 4                                    | João Henriques Pinheiro (1881–1946)                               |                         | 27 de janeiro de 1919  | 21 de março de 1919    |         | XIX Relvas                                                      |
| 5                                    | Jorge de Vasconcelos Nunes (interino) (1878–1936)                 |                         | 21 de março de 1919    | 30 de março de 1919    |         | XIX Relvas                                                      |
| 6                                    | Luís de Brito Guimarães (1877–1950)                               |                         | 30 de março de 1919    | 29 de junho de 1919    |         | XX Pereira                                                      |
| 7                                    | Ernesto Júlio Navarro (1876–1938)                                 |                         | 29 de junho de 1919    | 17 de setembro de 1919 |         | XXI Sá Cardoso                                                  |